# Rudolf Friedrichs

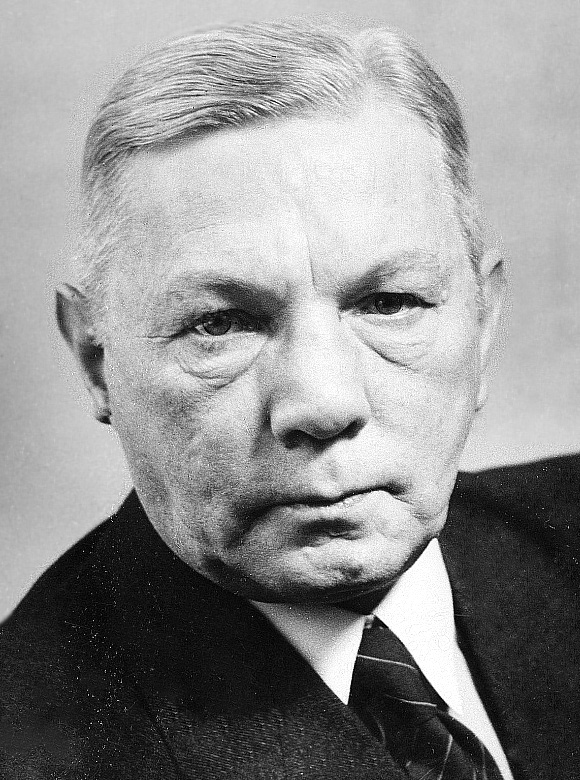
Rudolf Friedrichs (1945)

Rudolf Friedrichs (* 9. März 1892 in Plauen, Vogtland; † 13. Juni 1947 in Dresden) war ein deutscher Politiker (SPD, SED). Er war von Mai bis Juni 1945 Oberbürgermeister der Stadt Dresden, anschließend Präsident der Landesverwaltung und von 1946 bis zu seinem Tod Ministerpräsident des Landes Sachsen.

## Leben
Rudolf Friedrichs war Sohn eines Kaufmanns, besuchte die Volksschule im vogtländischen Plauen und das Gymnasium in Dresden. Anschließend begann er 1913 ein Studium der Staats- und Rechtswissenschaften und der Volkswirtschaft an der Universität Leipzig, welches er für den Militärdienst im Ersten Weltkrieg (zuletzt als Leutnant der Reserve) unterbrach und erst 1919 fortsetzte. Im Jahr darauf 1920 legte er die erste juristische Staatsprüfung ab und promovierte zum Dr. jur. Nach dem Referendariat am Amtsgericht Freital und am Landgericht Dresden bestand er 1923 die zweite Staatsprüfung. Er trat 1922 der in Sachsen regierenden SPD bei, wo er als studierter Jurist und Angehöriger des Bürgertums damals eine Seltenheit war, und im Jahr darauf dem Allgemeinen Deutschen Gewerkschaftsbund (ADGB).
Im Mai 1923 trat er in den inneren Verwaltungsdienst des Freistaats Sachsens, wurde zunächst im Polizeipräsidium Chemnitz eingesetzt, dann im sächsischen Innenministerium, wo er dem Innenminister Hermann Liebmann (SPD) zuarbeitete. Friedrichs unterstützte die sogenannte Arbeiterregierung aus SPD und KPD (Gesamtministerium Zeigner), die durch Reichsexekution im Herbst 1923 abgesetzt wurde. Im Zuge dessen wurde auch Friedrichs kurzzeitig verhaftet, aber bald wieder freigelassen, da ihm kein Fehlverhalten nachgewiesen werden konnte. Er konnte seinen Dienst als Regierungsassessor in verschiedenen Landratsämtern und ab 1926 in der Amtshauptmannschaft Dresden fortsetzen. Im selben Jahr stieg er zum Regierungsrat auf. Ab 1927 war er ehrenamtlicher Stadtrat in Dresden und Mitglied des kommunalpolitischen Landesausschusses der SPD, von 1930 bis 1933 gehörte er zudem der sächsischen Gemeindekammer an.
Nach der Machtübernahme der NSDAP wurde er 1933 aller Ämter enthoben und von April bis Juni inhaftiert. Er arbeitete bis 1938 als Lebensmittelhändler in Dresden, dann als juristischer Berater verschiedener Firmen. Durch Schikanen der Nazis ließ er sich nicht von der Unterstützung illegal tätiger Antifaschisten abhalten.

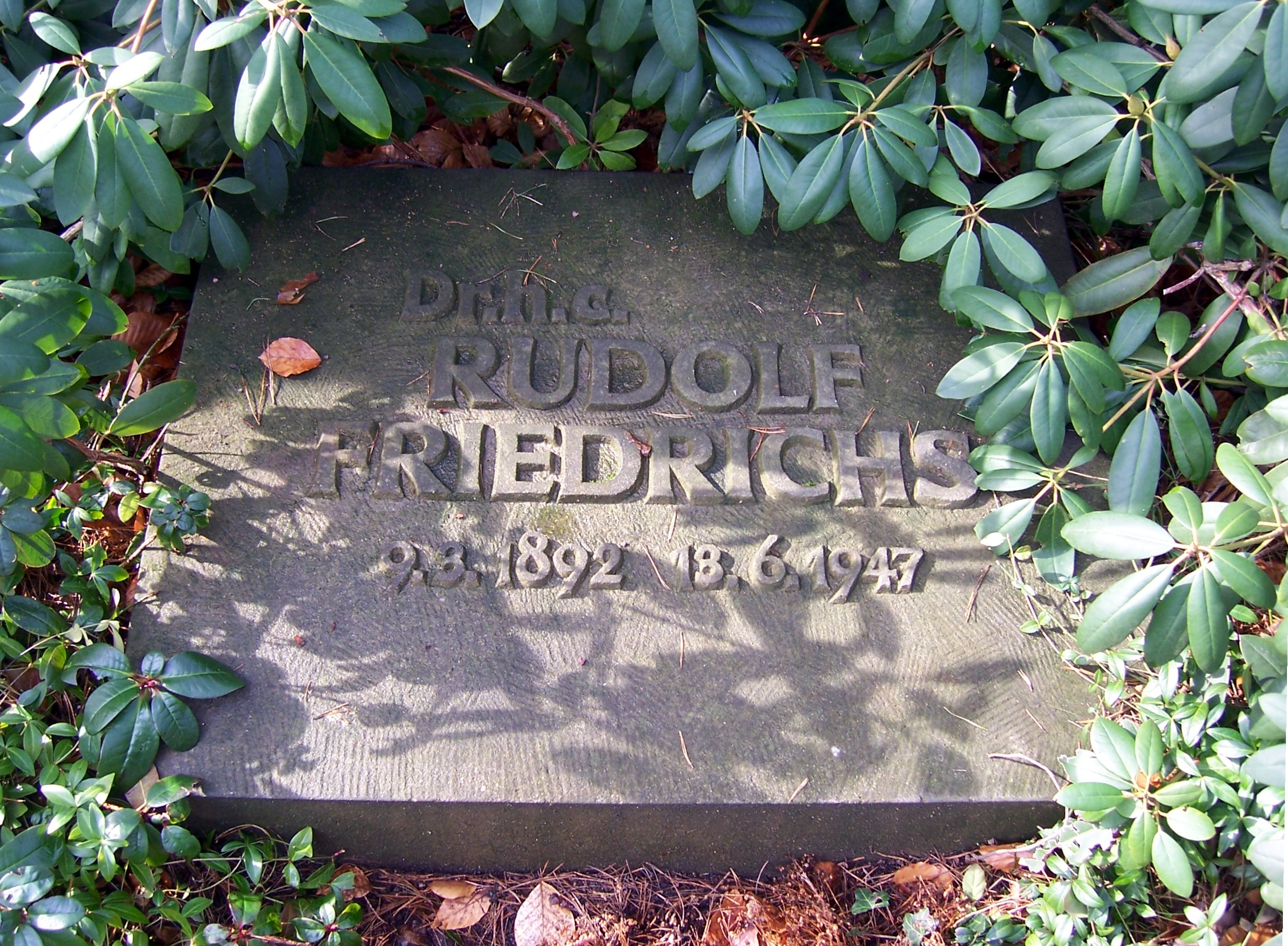
Friedrichs’ Grab auf dem Dresdner Heidefriedhof

Nach Kriegsende wurde er am 10. Mai 1945 vom sowjetischen Stadtkommandanten zum Oberbürgermeister der Stadt Dresden ernannt, deren Zerstörung durch britische und US-amerikanische Bomber im Februar des gleichen Jahres ihn schwer getroffen hatte. Ab Juli 1945 war er Präsident der Landesverwaltung Sachsen. Die von der Sowjetischen Militäradministration in Deutschland (SMAD) maßgeblich betriebene Zwangsvereinigung von SPD und KPD zur SED im Jahr 1946 trug Friedrichs mit. Im Oktober des gleichen Jahres wurde er zum Ministerpräsidenten gewählt. Friedrichs war bemüht, über die Zonengrenzen hinweg zu wirken, und traf sich im Oktober 1946 und im Mai 1947 in Hof mit Vertretern der Landesregierung Bayerns.
Zwischen dem Sozialdemokraten Friedrichs und seinem Stellvertreter, dem Kommunisten Kurt Fischer, bestanden von Anfang an Spannungen, die 1947 in einer offenen Konfrontation eskalierten. Dies führte zu Gerüchten, nach denen Fischer mit dem plötzlichen Tod Friedrichs’ in Verbindung gebracht wurde. Nach einer vom Freistaat Sachsen in Auftrag gegebenen Untersuchung konnten diese 1999 weder widerlegt noch bestätigt werden. Die Todesursache von Friedrichs ist damit nicht abschließend geklärt.
Friedrichs wurde auf dem Waldfriedhof Weißer Hirsch bestattet. 1980 wurde er auf den Ehrenhain im Dresdner Heidefriedhof umgebettet. Seit September 2014 erinnert dort, nach einer umfassenden Sanierung, der alte Grabstein wieder an Friedrichs.

## Ehrungen

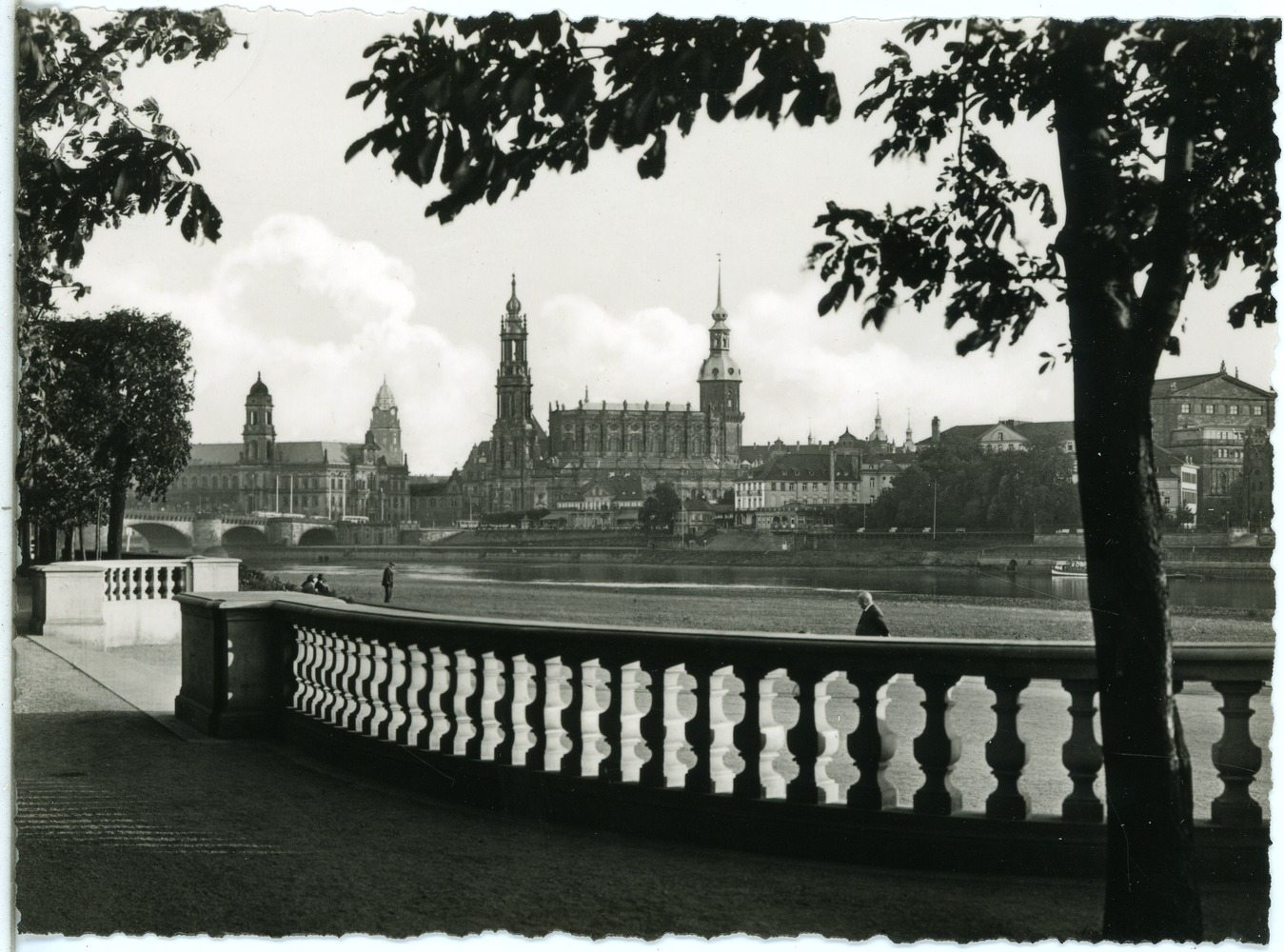
Blick vom Dr.-Rudolf-Friedrichs-Ufer auf Dresden (Aufnahme von vor 1945)

Im Jahr 1947 wurde Rudolf Friedrichs die Ehrendoktorwürde der Universität Jena verliehen. Im gleichen Jahr erhielt er die Ehrenbürgerschaft seiner Geburtsstadt Plauen.
Die kriegszerstörte Carolabrücke wurde bereits 1947 ihm zu Ehren Dr.-Rudolf-Friedrichs-Brücke benannt, der Name wurde dann allerdings erst mit der Übergabe des Neubaus der Elbebrücke 1971 öffentlich wirksam und bestand bis 1991. Daneben trug von 1947 bis 1991 das auf der Neustädter Elbseite an die Brücke angrenzende Königsufer den Namen Dr.-Rudolf-Friedrichs-Ufer. In der Nachbarstadt Radebeul existiert eine Dr.-Rudolf-Friedrichs-Straße, ebenso in Radeberg und in Wurzen. In Zwickau ist der Stadtring nach ihm Dr.-Friedrichs-Ring benannt; Dr.-Friedrichs-Straßen gibt es u. a. in Görlitz, Zittau, Dippoldiswalde und Hoyerswerda. In Leipzig wurde 1985 eine Kinder- und Jugendsportschule mit seinem Namen eröffnet.
Eine Gedenktafel an der Einfriedung von Schloss Wackerbarth erinnert noch heute an das Treffen sowjetischer Militärs (Anastas I. Mikojan und Iwan S. Konew) mit deutschen Politikern (Hermann Matern, Kurt Fischer und Rudolf Friedrichs) vom 8. Mai 1945.